# Backing band

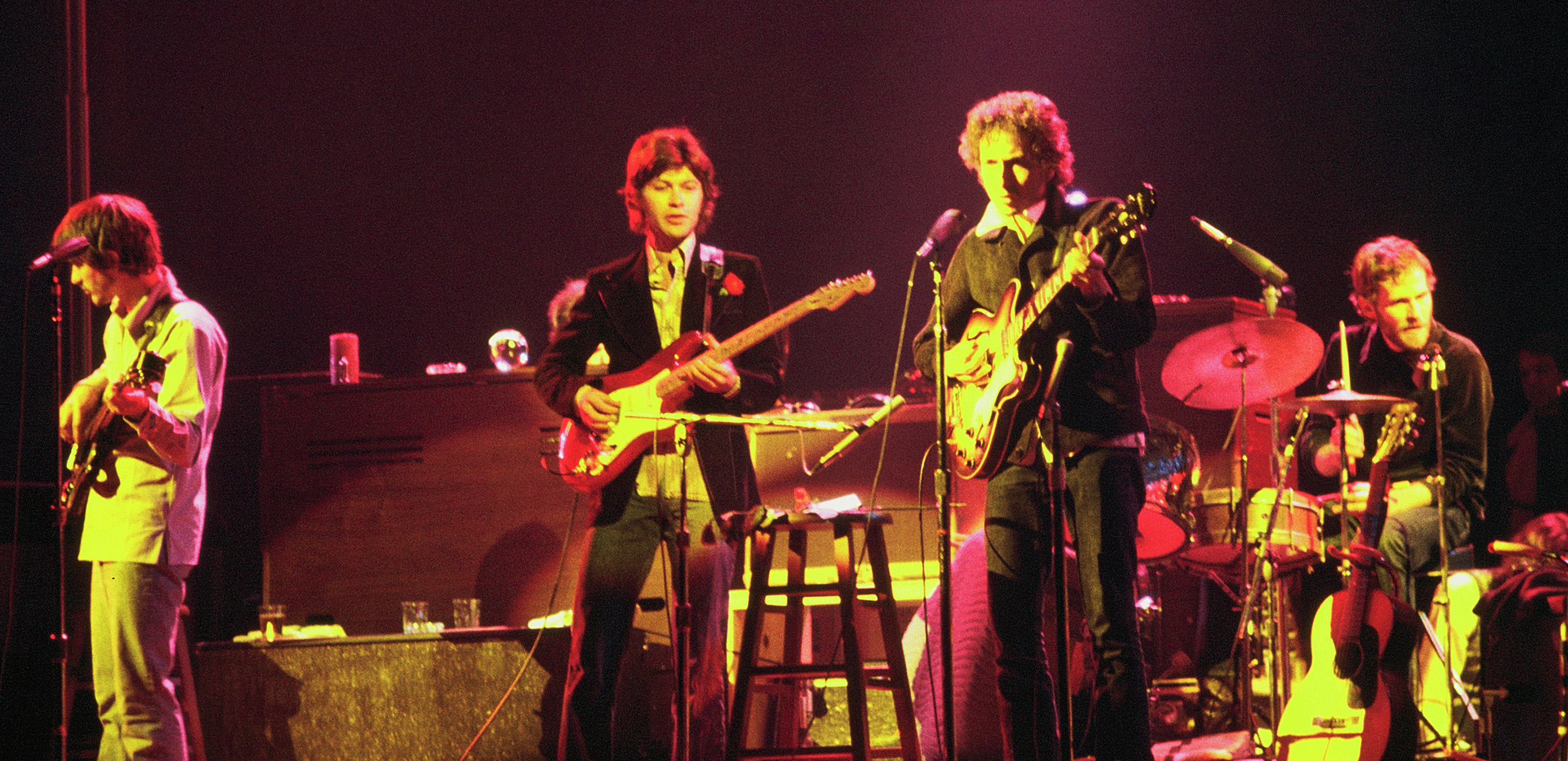
Bob Dylan et son groupe The Band en tournée à Chicago, en 1974: (de gauche à droite) : Rick Danko (à la batterie), Robbie Robertson (guitariste), Bob Dylan (guitariste), Levon Helm (au tambour)

Un backing band (littéralement traduit groupe de derrière) ou backup band est un groupe généralement d'instrumentistes accompagnant un artiste lors d'un concert ou d'un enregistrement. Cela peut être soit un groupe établi ou un groupe collaborant ponctuellement.

## Dans le reggae
Des groupes d'instrumentistes accompagnant un artiste en studio sont traditionnels dans le reggae au vu de son ascendance avec le jazz. L'exemple le plus commun est de celui de Bob Marley & The Wailers (bien que la formation d'origine contenait Bob en tant que membre).
Un backing band reggae sert à assister un chanteur qui ne possède pas de groupe de musique ou à jouer des mélodies en vue d'être arrangé par un dubber.
La plupart des backups jamaïcain, s'il ne sont pas un groupe musical à part entière, sont sous la houlette d'un producteur ou d'un dubber. Ainsi, les œuvres sont crédités sous le nom soit Artiste et Groupe comme Lee 'Scratch' Perry & The Upsetters, soit des collectifs aux noms originaux, comme The Revolutionaries, ou bien un groupe au nom simple comme Channel One Players.
Liste de backing band:
- The Aggrovators
- Aswad
- Brimstone
- Bullwackie's All Stars
- Channel One Players
- The Dragonaires
- The Dub Syndicate
- The Dynamites
- The Fatman Riddim Section
- Gladstone Anderson All Stars
- Harry J All Stars
- In Crowd
- Inner Circle
- The Itals
- The Maytals
- The Mighty Diamonds
- The Mystic Revelation Of Rastafari
- The Mudies All Stars
- The Observers
- Ras Michael and the Sons of Negus
- The Revolutionaries
- Riley All Stars
- Roots Radics
- Rupie Edwards All Stars
- Shot in the Dark
- The Skatalites
- Skin, Flesh & Bones
- The Soul Defenders
- The Soul Syndicate
- The Soul Vendors
- The Sound Dimension
- Super Power All Stars
- The Supersonics
- Taxi Gang
- The Techniques
- The Twinkle Brothers
- The Upsetters
- The Wackies Rhythm Force
- The Wailers
- We And The People Band
- The Handcart